# Azzedine Brahmi
Azzedine Brahmi (Sétif, Argelia, 13 de septiembre de 1966) fue un atleta argelino, especializado en la prueba de 3000 m obstáculos en la que llegó a ser medallista de bronce mundial en 1991.

## Carrera deportiva
En el Mundial de Tokio 1991 ganó la medalla de bronce en los 3000 m obstáculos, con un tiempo de 8:15.54 segundos, llegando a meta tras los kenianos Moses Kiptanui y Patrick Sang.